# Телегди, Валентин
Валентин Телегди (11 января 1922, Будапешт, Венгрия — 8 апреля 2006, Пасадина, США) — американский физик-экспериментатор.
Член Национальной академии наук США (1968), иностранный член Российской академии наук (1999), Французской академии наук (2000), Лондонского королевского общества (2003).

## Биография
Родился в Будапеште в еврейской семье. Его отец, Жорж (Дьёрдь) Телегди (1897—?), был уроженцем Печа; мать — Элла Чиллаг (Csillag Ella, 1897—?) — происходила из Бекешчабы. В 1950 году получил степень доктора философии в Цюрихском политехникуме, где работал в 1947—1950 годах. С 1951 г. — в Чикагском университете (с 1971 г. — профессор).
Исследования по физике элементарных частиц и ядерной физике, в частности по технике ядерных эмульсий, изучению взаимодействия фотонов с ядрами, слабых взаимодействий, странных частиц и гиперядер, распада мюона и свободного нейтрона. В 1957 году наблюдал несохранение четности в бета-распаде μ±мезона. В 1969 году измерил сверхтонкое расщепление мюония, в 1970 году — магнитный момент мюона.
В 1992 году подписал «Предупреждение человечеству».